# Premiul Pulitzer
Premiul Pulitzer este un premiu pentru realizările din jurnalism,  literatură și compoziție muzicală din Statele Unite. Premiul a fost înființat în 1917 prin dispoziții în testamentul jurnalistului american de origine maghiară Joseph Pulitzer, care a făcut avere ca editor de ziare, și este administrat de Universitatea Columbia. Premiile sunt acordate anual la 21 de categorii. La 20 de categorii, fiecare câștigător primește un certificat și un premiu în numerar de 15.000 USD (crescut în 2017 de la 10.000 USD). Câștigătorul categoriei „Serviciul public” primește o medalie de aur.

## Înscrierea jurizarea și premierea
Premiul Pulitzer nu ia în considerare automat toate lucrările aplicabile în mass-media, ci doar cele care au fost introduse în mod specific. (Există o taxă de înscriere de 75 USD, pentru fiecare categorie). Lucrările pot fi introduse numai în maximum două categorii, indiferent de proprietățile acestora.
În fiecare an, 102 jurați sunt selectați de Consiliul Premiului Pulitzer pentru a participa la 20 de jurii separate pentru cele 21 de categorii de premii; un juriu face recomandări pentru ambele premii de fotografie. Majoritatea juriilor sunt formate din cinci membri, cu excepția celor pentru serviciile publice, rapoarte de investigații, rapoarte explicative, scrieri de caracteristici și categorii de comentarii, care au șapte membri; cu toate acestea, toate juriile de carte au cel puțin trei membri. Pentru fiecare categorie de premii, un juriu face trei nominalizări. Consiliul selectează câștigătorul cu vot majoritar dintre nominalizări sau ocolește nominalizările și selectează o înregistrare diferită după un vot majoritar de 75%. De asemenea, consiliul poate vota pentru a nu emite premii. Consiliul și jurații jurnalismului nu sunt plătiți pentru munca lor; cu toate acestea, jurații în litere, muzică și dramă primesc un onorariu de 2.000 de dolari pe an.

### Diferența dintre participanți și finaliștii nominalizați
Oricine a cărui lucrare a fost trimisă este numită participant. Juriul selectează un grup de finaliști nominalizați și îi anunță, împreună cu câștigătorul pentru fiecare categorie. Cu toate acestea, unii jurnaliști și autori care au fost doar participanți, dar nu au fost nominalizați ca finaliști, încă susțin că sunt nominalizați la Pulitzer în materialul promoțional.
Consiliul Pulitzer a avertizat participanții împotriva pretenției de a fi nominalizați. Secțiunea Întrebări frecvente a site-ului web al Premiului Pulitzer descrie politica lor după cum urmează: „Finaliștii nominalizați sunt selectați de juriile nominalizatoare pentru fiecare categorie ca finaliști în competiție. Numele finaliștilor nominalizați au fost anunțate abia din 1980. Lucrarea care a fost supusă examinării premiului, dar care nu a fost aleasă fie ca finalist nominalizat, fie ca câștigător, se numește înscriere sau propunere. Nu sunt furnizate informații despre participanți. Din 1980, când am început să anunțăm finaliști nominalizați, am folosit termenul „nominalizat” pentru participanții care au devenit finaliști. Descurajăm pe cineva să spună că a fost „nominalizat” pentru un Pulitzer pur și simplu pentru că ni s-a trimis o înscriere”.

## Istoric
Jurnalistul Joseph Pulitzer a lăsat bani prin testament Universității Columbia pentru a lansa o școală de jurnalism și a înființa Premiul Pulitzer. A alocat 250.000 de dolari premiului și burselor. El a specificat „patru premii în jurnalism, patru în literatură și dramaturgie, unul în educație și patru burse itinerante”.
După decesul său din 29 octombrie 1911, primele premii Pulitzer au fost acordate la 4 iunie 1917 (în prezent sunt anunțate în aprilie). Ziarul Chicago Tribune aflat sub controlul colonelului Robert R. McCormick a considerat că Premiul Pulitzer nu este altceva decât o „societate de admirație reciprocă” și nu trebuie luat în serios; ziarul a refuzat să concureze pentru premiu în timpul mandatului lui McCormick până în 1961.

## Laureați
Informații suplimentare: Categorie:Laureați ai premiului Pulitzer

## Categorii actuale
| Categorie                         | Descriere | Începând cu anul |
| Jurnalism                         | Jurnalism | Jurnalism        |
| --------------------------------- | --- | ---------------- |
| Serviciul public                  | pentru un exemplu remarcabil de serviciu public de către un ziar, revistă sau site de știri prin utilizarea resurselor sale jurnalistice, inclusiv utilizarea editorialelor, povestirilor, desene animate, fotografii, grafică, videoclipuri, baze de date, prezentări multimedia sau interactive sau alt material vizual. Adesea considerat drept marele premiu și menționat primul în listele premiilor de jurnalism, premiul pentru serviciul public este acordat doar organizației de știri câștigătoare sub forma unei medalii de aur. | 1917             |
| Reportaje Breaking News           | pentru un exemplu remarcabil de reportaj local, de stat sau național a știrilor de ultimă oră care, cât mai repede posibil, surprinde evenimentele cu precizie pe măsură ce apar și, pe măsură ce timpul trece, lămurește, oferă context și se extinde față de acoperirea inițială. | 1953             |
| Jurnalism de investigație         | pentru un exemplu remarcabil de reportaje de investigație, folosind orice instrument jurnalistic disponibil. | 1953             |
| Jurnalism explicativ              | pentru un exemplu remarcabil de reportaj explicativ care lămurește un subiect semnificativ și complex, demonstrând stăpânirea subiectului, scrierea lucidă și prezentarea clară, folosind orice instrument jurnalistic disponibil. | 1998             |
| Jurnalism local                   | pentru un exemplu remarcabil de reportaj pe probleme semnificative de interes local, demonstrând originalitatea și expertiza comunității, folosind orice instrument jurnalistic disponibil. | 2007             |
| Jurnalism național                | pentru un exemplu remarcabil de reportaj asupra afacerilor naționale, folosind orice instrument jurnalistic disponibil. | 1948             |
| Jurnalism internațional           | pentru un exemplu remarcabil de reportaj asupra afacerilor internaționale, folosind orice instrument jurnalistic disponibil. | 1948             |
| Cel mai bun articol               | pentru scrierea unui articol remarcabil, acordând o atenție deosebită calității scrierii, originalității și conciziei, utilizând orice instrument jurnalistic disponibil. | 1979             |
| Comentariu                        | pentru comentarii remarcabile, folosind orice instrument jurnalistic disponibil. | 1970             |
| Critică                           | pentru critici remarcabile, folosind orice instrument jurnalistic disponibil. | 1970             |
| Editorial                         | pentru editoriale remarcabile, testul excelenței fiind claritatea stilului, scopul moral, raționamentul solid și puterea de a influența opinia publică în ceea ce autorul consideră a fi direcția corectă, folosind orice instrument jurnalistic disponibil. | 1917             |
| Caricatură                        | pentru o caricatură remarcabilă (sau un portofoliu de caricaturi) caracterizată prin originalitate, eficacitate editorială, calitatea desenului și efect pictural, publicat ca desen fix, animație sau ambele. | 1922             |
| Fotografie Breaking News          | pentru un exemplu remarcabil de fotografie de ultimă oră în alb și negru sau color, care poate consta dintr-o fotografie sau fotografii. | 2000             |
| Fotoreportaj                      | pentru un exemplu remarcabil de fotoreportaj în alb-negru sau color, care poate consta dintr-o fotografie sau fotografii, o secvență sau album. | 1968             |
| Audioreportaj                     | pentru un exemplu remarcabil de un program radio sau podcast. | 2020             |
| Literatură, Dramaturgie și Muzică | |                  |
| Ficțiune                          | pentru ficțiunea remarcabilă a unui autor american, de preferință care se ocupă de viața americană | 1948             |
| Dramaturgie                       | pentru o piesă remarcabilă a unui dramaturg american, de preferință originală în sursa sa și care se ocupă de viața americană. | 1917             |
| Istorie                           | pentru o carte remarcabilă și documentată corespunzător despre istoria Statelor Unite. | 1917             |
| Biografie                         | pentru o biografie sau autobiografie remarcabilă a unui autor american. | 1917             |
| Poezie                            | pentru un volum de versuri remarcabil al unui poet american. | 1922             |
| Non-ficțiune                      | pentru o carte de non-ficțiune remarcabilă și documentată corespunzător de un autor american care nu este eligibilă pentru examinare în nici o altă categorie. | 1962             |
| Muzică                            | pentru compoziție muzicală remarcabilă de către un american care a avut prima performanță sau înregistrare în Statele Unite în cursul anului. | 1943             |
| Alte premii                       | |                  |
| Premii speciale                   | Juriul Premiului Pulitzer are opțiunea de a acorda premii speciale acolo unde consideră că este necesar. | 1930             |